# 1260
1260 (MCCLX) var ett skottår som började en torsdag i den julianska kalendern.

## Händelser

### Juli
- 13 juli – Semgaller och kurer besegrar Tyska orden i slaget vid Durbe.

### September
- 3 september – Mongolerna besegras i slaget i Ain Jalut.

### Okänt datum
- Valdemar Birgersson gifter sig med den danska prinsessan Sofia i Ymninge (nuvarande Öninge) i Ödeshögs socken nära Vättern. Birger jarl vill på så vis utöka sin ätts ekonomiska och politiska inflytande, något som inte accepteras av danska kungahuset.
- Norge antar en lag om kronans ärftlighet.
- Staden Lviv grundläggs.
- Kameyama blir kejsare av Japan.
- Flagellanter uppträder för första gången, i Perugia.
- De ryska tatarerna antager islam.
- Belägringen av Konstantinopel (1260)

## Födda
- Clemens V, född Raymond Bertrand de Got, påve 1305–1314 (född omkring detta år eller 1264).
- Vladislav I, kung av Polen.
- Henri de Mondeville, fransk kirurg och författare.
- Maximus Planudes, bysantinsk teolog.
- Mäster Eckehart, tysk filosof.

## Avlidna
- 13 juni – Karl Ulfsson, son till jarlen Ulf Fase.
- Brian Ua Néill, storkonung av Irland sedan 1258.
- Ludvig, kronprins av Frankrike, son till Ludvig IX.
- Matilda II av Boulogne, fransk vasallgrevinna och drottning av Portugal.